# Vuokonjärvi
Vuokonjärvi är en sjö i kommunen Juga i landskapet Norra Karelen i Finland. Sjön ligger 96 meter över havet. Den är 13,97 meter djup. Arean är 2,72 kvadratkilometer och strandlinjen är 33,6 kilometer lång. Sjön  ingår i Vuoksens huvudavrinningsområde.   Den ligger omkring 91 kilometer norr om Joensuu och omkring 420 kilometer nordöst om Helsingfors. 
I sjön finns öarna Riitansaari och Ruottilansaari. 